# 蘭姆克里克 (愛達荷州)
蘭姆克里克（英語：Lamb Creek）是位於美國愛達荷州邦納縣的一個非建制地區。

## 地理
蘭姆克里克的座標為48°30′59″N 116°55′39″W / 48.51639°N 116.92750°W，而該地的平均海拔高度為779米（即2556英尺）。